# Старі Кошари (Ковельський район)
Старі Коша́ри — село в Україні, в Люблинецькій селищній територіальній громаді Ковельського району Волинської області. Населення становить 476 осіб.

## Історія
Уперше згадується, як містечко Кошеръ у складі Володимирського повіту в Мирному договорі між Великим князем Ольгардом, його братами і дітьми, і Королем польським Казимиром і князями Георгіями і Олександром за 1366 рік, тоді воно перейшло до складу Польщі. Пізніше було відоме як місто Кошерськ, Кошор — центр Кошерського князівства, а після перенесення столиці у Камінь Кошерський, стало селом Кошори чи Кошери.
У 1906 році село Старокошарської волості Ковельського повіту Волинської губернії. Відстань від повітового міста 10 верст. Дворів 121, мешканців 847.

## Населення
Згідно з переписом УРСР 1989 року чисельність наявного населення села становила 438 осіб, з яких 208 чоловіків та 230 жінок.
За переписом населення України 2001 року в селі мешкало 470 осіб.

### Мова
Розподіл населення за рідною мовою за даними перепису 2001 року:
| Мова       | Відсоток |
| ---------- | -------- |
| українська | 98,74 %  |
| російська  | 1,05 %   |
| угорська   | 0,21 %   |